# Petyr Georgiew
Petyr Dimitrow Georgiew (bułg. Петър Димитров Георгиев, ur. 21 lipca 1929) – bułgarski kolarz.
Reprezentant Bułgarii na Letnich Igrzyskach Olimpijskich 1952 w Helsinkach. Na igrzyskach uczestniczył w wyścigu indywidualnym ze startu wspólnego, który ukończył na 64. pozycji. Był jednym bułgarskim kolarzem, który dojechał do mety tego wyścigu.
Trzykrotny uczestnik Wyścigu Pokoju: w 1951, 1952 i 1954.